# Arctornis flaccida
Arctornis flaccida är en fjärilsart som beskrevs av Lambertus Johannes Toxopeus 1948. Arctornis flaccida ingår i släktet Arctornis och familjen tofsspinnare. Inga underarter finns listade i Catalogue of Life.